# Collant de corps

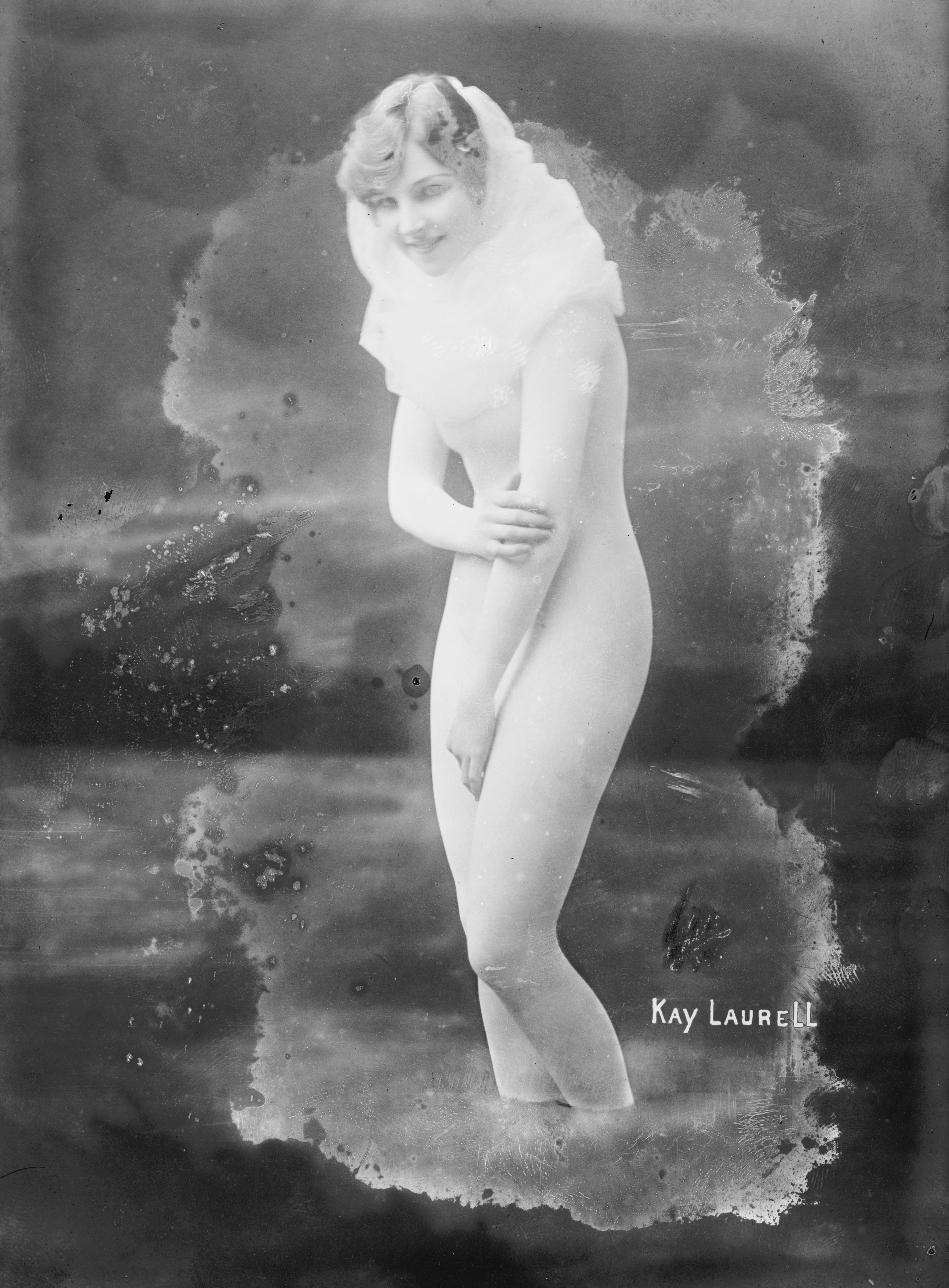
L'actrice américaine Kay Laurell portant un collant de corps sur une image datant du début du XX.

Un collant de corps (en anglais : bodystocking) est un élément de lingerie une pièce, couvrant le torse, les jambes et parfois les bras de la personne.

## Histoire
Il est difficile de savoir quand le premier collant de corps a été conçu ou quand il fut porté pour la première fois. Néanmoins, la première apparition connue d’un collant de corps se fait en 1861, lorsqu’une actrice dénommée Adah Isaacs Menken porte ce type de vêtement sur scène, créant un véritable esclandre. La pièce portait sur le drame d’Ivan Mazepa, héros polonais qui fut attaché nu à un cheval et supplicié par ses ennemis. Le scandale fut double, puisque non seulement elle jouait le rôle d’un homme, mais en plus elle simulait la nudité de cet homme, protégeant son intimité en usant d’un collant de corps.
Dès lors, le port du collant de corps pour simuler la nudité fut largement répandu. Mais ce n'est qu'en 1965 que le corsetier américain Warner's lance la fabrication d'une gamme destinée au grand public.

## Port
Destiné à tenir le rôle de sous-vêtement, le collant de corps peut être porté sans rien en dessous, mais on peut également le porter avec des sous-vêtements en dessous, soutien-gorge ou slip, selon le besoin de maintien ou de confort. De par leur aspect transparent, les collants de corps sont rarement portés seuls, mais des modèles opaques existent, permettant alors de jouer simultanément le rôle de collant et de chemisier.
D'aspect similaire aux collants ou aux bas nylon, le collant de corps se distingue de la combinaison, portée comme vêtement de dessus, et du justaucorps, vêtement de sport porté par les gymnastes. Conçus pour se montrer suggestifs, les collants de corps sont portés comme sous-vêtements par les danseuses du ventre. Il se rapprochent du zentai, qui couvre lui la totalité du corps.

## Fabrication
Les collants de corps sont réalisés en nylon, mais également en dentelle, en résille ou en satin. Dans ce dernier cas, ce n'est parfois que la partie supérieure du collant de corps qui est réalisée dans cette matière, permettant de le porter comme chemisier sous une veste. Ces matières permettent un rendu translucide ou transparent, permettant à la personne le portant d'associer un aspect suggestif et parfois des vertus de galbe, comme les produits de la marque Spanx (en).